# Jagdgeschwader 72
La Jagdgeschwader 72 (JG 72) (72e escadron de chasseurs), est une unité de chasseurs de la Luftwaffe pendant la Seconde Guerre mondiale.

Active de juillet 1939 à février 1940, l'unité était affectée aux missions visant à assurer la supériorité aérienne de l'Allemagne dans le ciel d'Europe.

## Opérations
La JG 72 opère sur des Arado Ar 68F.

## Organisation
L'unité n'a été que très partiellement formé.

### Staffel 10./JG 72
Formé le 15 juillet 1939 à Mannheim-Sandhofen.
Le 3 février 1940, le 10./JG 72 est renommé 12./JG 2.

Staffelkapitäne (Commandant du Staffel) :
| Début           | Fin          | Grade        | Nom           |
| --------------- | ------------ | ------------ | ------------- |
| 15 juillet 1939 | Octobre 1939 | Oberleutnant | Ernst Boenigk |

### Staffel 11./JG 72
Formé le 15 juillet 1939 à Böblingen.
Le 1er septembre 1939, le 11./JG 72 est renommé 5./JG 52.

Staffelkapitäne (Commandant du Staffel) :
| Début           | Fin          | Grade        | Nom                     |
| --------------- | ------------ | ------------ | ----------------------- |
| 15 juillet 1939 | Octobre 1939 | Oberleutnant | August-Wilhelm Schumann |